# Eddy Arnold
Richard Edward Arnold, conocido como Eddy Arnold (Henderson, Tennessee; 15 de mayo de 1918-Nashville, Tennessee; 8 de mayo de 2008) fue un músico estadounidense, especialmente volcado a la música country.
Entre su debut en el mundo de la música en 1945 y 1954, Eddie logró 58 top ten consecutivos, y nunca marcó menos de un top 40 durante sus 21 años de carrera, con más de 140 discos diferentes de los cuales se vendieron más de 85 millones de copias, incluidos eternos clásicos como Bouquet de Rosas o Anytime. Recibió el apodo de Tennessee Plowboy —el chico del arado de Tennessee en inglés—, y firmó contratos con las compañías discográficas RCA Records y MGM Records.

## Biografía

### Inicios
Richard Edward Arnold nació en Henderson, en el condado de Chester, Tennessee, el 15 de mayo de 1918 y se educó en el medio rural. Su padre era un violinista que alentó a su hijo a que desarrollara sus talentos musicales y que logró reunir el dinero suficiente para comprar al niño una guitarra a la edad de 10 años. 
Cuando entró en la escuela secundaria, Eddy Arnold ya era toda una estrella local, pero con la llegada de la Gran Depresión en 1929 y la crisis económica de los años 1930, Eddy tuvo que dejar la escuela para ayudar a la familia y trabajó como asistente en una funeraria. Relegó sus actuaciones musicales a funciones locales, aunque de vez en cuando viajaba montado en una mula con su guitarra a la espalda.

### Carrera discográfica
Al igual que otros artistas del country de la época, Eddy consiguió su pase al estrellato con sus apariciones en vivo por la radio, antes de debutar en Jackson, Tennessee, en 1936 y posteriormente en San Luis, Misuri. 
Entre 1940 y 1943 apareció en el Grand Ole Opry junto a Pee Wee King. Apodado como el chico del arado de Tennessee —o Tennessee Plowboy, en inglés— firmó con la RCA Victor Records un contrato en 1944 con ese nombre, que fue el que apareció en sus discos hasta 1954. 
Con el tema «Every Hour Seems a Million Years» alcanzó el quinto disco de su carrera, dando con dicho disco comienzo a la cadena de 58 consecutivos éxitos top ten. En 1947 Arnold logró sus tres primeros éxitos número uno, siendo uno de ellos número uno durante 21 semanas.
Eddy Arnold realizó temas universalmente populares convirtiéndose en una estrella perenne, grabando discos durante un período de cinco décadas, desde los años 1960 hasta los años 1980; tras una pausa de siete años incluso regresó al estudio en 1990.
Además de establecer un nivel inigualable dada su avanzada edad, Arnold se convirtió en un ejemplo de cómo manejar su fortuna en el mundo del espectáculo. «Guardo mi primer dólar y sigo ahorrando e invirtiendo mi dinero», recuerda, «nunca olvidé cómo se sentía ser pobre», añadió. Eddie Arnold se convirtió en uno de los hombres más ricos de la industria mediante la inversión en la única cosa que él consideraba de valor de propiedad, «la tierra». 
Debido a su enorme popularidad musical Eddy Arnold se convirtió en un auténtico embajador de la música country a nivel mundial.

## Discografía (selección)
- 1958: Anytime.
- 1959: Eddy Arnold.
- 1963: Cattle Call.
- 1966: The Last Word In Lonesome .
- 1970: Standing Alone.
- 1993: Last Of The Love Song Singers.
- 2005: After All These Years.